# Ricardo Salles (político)
Ricardo de Aquino Salles (São Paulo, 8 de junho de 1975) é um advogado, administrador e político brasileiro, filiado ao Partido Novo (NOVO). Foi ministro do Meio Ambiente do Brasil de 2019 a 2021, no governo Bolsonaro. Atualmente é deputado federal por São Paulo.
Foi secretário particular do governador de São Paulo, Geraldo Alckmin, de 2013 a 2014, e Secretário do Meio Ambiente de São Paulo de 2016 a 2017, nomeado por Alckmin. Fundou, em 2006, o Movimento Endireita Brasil (MEB), organização alinhada à chamada nova direita e parceira do Instituto Millenium.
Em 9 de dezembro de 2018 foi anunciado como ministro do Meio Ambiente do governo Jair Bolsonaro, alegando ter como prioridades a agenda ambiental urbana, o combate ao lixo do mar e agilidade de processos de licenciamentos. Em sua gestão, foram tomadas medidas apontadas por ambientalistas e pela imprensa como prejudiciais à proteção ambiental, tais como a revogação de resoluções que protegiam restingas e manguezais, suspensão de multas ambientais e interferências em órgãos de fiscalização ambiental.
Foi exonerado, a pedido, em 23 de junho de 2021, após acusações de suposto envolvimento em esquema de exportação ilegal de madeira do Brasil para o exterior.

## Biografia
Proveniente de uma família de advogados paulistana, Ricardo Salles formou-se em direito pela Faculdade de Direito da Universidade Presbiteriana Mackenzie. Fez pós-graduações em direito nas universidades de Coimbra e Lisboa, além de pós-graduação em administração pela Escola de Administração de Empresas de São Paulo, da Fundação Getulio Vargas (FGV). Por quase sete anos, acreditou-se que Salles tinha um mestrado em Yale, após ele ter assinado um artigo na Folha de S.Paulo com essa qualificação. Em 2019, após a universidade confirmar que Salles nunca estudou lá, ele alegou que a informação fora fornecida incorretamente por um assessor.
Foi candidato a deputado federal por São Paulo em 2006 pelo Partido da Frente Liberal (PFL), em sua estreia na vida pública. Obteve 9 466 votos, não conseguindo se eleger. Em 2010, foi candidato a deputado estadual pelo Democratas (DEM), obtendo 26 552 votos, não conseguindo se eleger. Entre 2012 e 2016, participou de campanhas eleitorais como apoiador de diversas candidaturas. Em 2018, tentou novamente uma vaga como deputado federal por São Paulo pelo Partido Novo (NOVO). Obteve 36 603 votos, não tendo sido eleito. Em 9 de dezembro de 2018, Ricardo Salles é indicado pelo então presidente eleito, Jair Bolsonaro, ao cargo de Ministro do Meio Ambiente, a partir de 2019. Em maio de 2020 foi expulso do Partido Novo após decisão da comissão partidária.

### Movimento Endireita Brasil
Em 2006, juntamente com quatro amigos, Ricardo Salles fundou o Movimento Endireita Brasil (MEB), e com eles fez curso de liderança no Leadership Institute, um “think tank” conservador.
Em sua declaração de princípios, o movimento defende o liberalismo econômico, a diminuição do Estado e o fim de mecanismos que limitem liberdades individuais. Um dos objetivos declarados do movimento é reabilitar a palavra “direita” no vocabulário político brasileiro.
Uma das principais iniciativas do movimento foi a criação do Dia da Liberdade de Impostos em São Paulo, em 2010. O evento ocorre anualmente ao fim do mês de maio, marcando o término do período em que o brasileiro trabalha "para pagar os tributos cobrados pelo governo". Nessa data, o MEB e o Instituto Mises Brasil se unem para cobrir o valor dos impostos para quem abastecer o carro num posto de São Paulo.
Já em 2007, o Movimento Endireita Brasil declarava oposição não apenas ao então presidente Lula, mas à maior parte da classe política brasileira, negando ser um movimento ligado ao Partido da Social Democracia Brasileira (PSDB).
Todavia, isso não impediu que Ricardo Salles tentasse por duas vezes ingressar na vida política. Em 2010, apresentando-se como representante de uma "nova direita, acima de tudo democrática", ele posicionou-se "contra o aborto, a favor da pena de morte e contra o uso de drogas". Para justificar seu posicionamento ideológico, invocou uma pesquisa Datafolha, segundo a qual, "47% dos jovens de 18 a 25 se diziam de direita". Para estes jovens, ele apresentava-se como a opção indicada.
Embora tenha deixado de investir em site próprio, o  Movimento Endireita Brasil se manteve ativo em seus perfis nas redes sociais. Até o início de 2013, ainda era listado entre "mantenedores e parceiros" do Instituto Millenium. Entre 2010 e 2015, participou do Dia da Liberdade de Impostos com o Instituto Mises Brasil. Em ação polêmica, a página do Facebook do Movimento Endireita Brasil anunciou em 2016 que pagaria mil reais para quem filmasse e hostilizasse o ex-governador Ciro Gomes, do PDT, enquanto ele jantava em um restaurante de São Paulo.

### Pedido deimpeachmentde Dias Toffoli
Em agosto de 2012, juntamente com o advogado Guilherme Campos Abdalla, ingressou com um pedido de impeachment, na presidência do Senado, contra o ministro José Antonio Dias Toffoli, do STF, por crime de responsabilidade. Dias Toffoli foi acusado pelos advogados de agir com parcialidade (a favor dos réus) no julgamento da Ação Penal 470 ("Mensalão"). A denúncia foi arquivada.

### Governo Alckmin

#### Secretaria Particular
No início de 2013, o governador de São Paulo, Geraldo Alckmin, nomeou Ricardo Salles para a Secretaria Particular. Entre suas atribuições, estavam o gerenciamento da agenda do governador, entre viagens, inaugurações e compromissos do dia a dia, e sua interface com demais secretarias, prefeituras e com o Poder Legislativo.
A escolha gerou reações negativas dentro do PSDB. Entre as insatisfações relatadas anonimamente por um partidário “histórico” do PSDB ao veículo de esquerda Diário do Centro do Mundo, estavam a defesa do regime militar, a abominação do Estado, a contrariedade ao casamento entre pessoas do mesmo sexo e ao aborto, e que Ricardo Salles se definisse então como “o único direitista assumido do Brasil”. Alckmin foi procurado por “Secretários de Estado e integrantes do PSDB”, preocupados com possível prejuízo à imagem do governador. À época, o então presidente estadual do PSDB, deputado Pedro Tobias, não ocultou sua insatisfação: “há um incômodo generalizado no partido”.
Em entrevista à Folha de S.Paulo, Ricardo Salles afirmou que nunca defendeu o regime militar, mas sim uma visão histórica mais equilibrada, que compreenda que a guerrilha também cometeu erros, e citou como exemplo dessa parcialidade histórica o caso do soldado Mário Kozel Filho, cuja morte causada pela explosão de um carro-bomba durante ataque da organização terrorista Vanguarda Popular Revolucionária, jamais teria sido investigada.

#### Secretaria do Meio Ambiente
Em 18 de julho de 2016, Ricardo Salles retornou ao governo estadual, assumindo então a Secretaria do Meio Ambiente. Suas propostas essenciais foram reduzir os conflitos entre ambientalistas e a agricultura (“único setor da economia brasileira que vai bem”) e reduzir a burocracia das decisões judiciais na área, devolvendo a responsabilidade de obedecer à lei para a sociedade civil.
Entre as ações de Ricardo Salles à frente da Secretaria do Meio Ambiente, destacam-se autuações em instalações portuárias poluentes, a penalização da Vale Fertilizantes após acidente com fumaça tóxica que contaminou o Rio Mogi e o programa Invasão Zero, que visava a coibir a ocupação de áreas ambientais protegidas. Consoante à sua convicção de redução do papel do Estado, Ricardo Salles participou do programa de concessão de 25 parques estaduais à iniciativa privada, buscando “um equilíbrio entre viabilização econômica e preservação ambiental” e visando a gerar um turismo que levaria a população a ter mais interesse pelos parques e cobrar mais fiscalização.
A nomeação não agradou a todos. O ex-governador Alberto Goldman se disse “enojado” com a escolha. A declaração veio logo após o partido de Salles — então, o PP — ter aderido à pré-candidatura de João Doria para a eleição municipal de São Paulo em 2016. Para Goldman, esse seria “mais um motivo para não votar em Dória.” Veículos de esquerda como a revista CartaCapital e o site Brasil 247 se posicionaram contra Ricardo Salles chamando-o entre outras coisas de “reaça-mor”.
Após os pedidos de afastamento do cargo e indenização de 50 milhões, o Secretário saiu de licença para tratar de assuntos particulares e foi depois afastado pelo governador, por supostas pressões do partido do próprio Secretário. Em carta enviada ao Governador, afirmou ter pautado sua passagem pela pasta pela desburocratização, pela livre iniciativa e pelo respeito à propriedade. Segundo o governador, a saída de Ricardo Salles já era planejada, em vista das eleições vindouras.

### Eleições em 2018
Ricardo Salles se candidatou, em 2018, ao cargo de deputado federal por São Paulo pelo Partido Novo, tendo se destacado por ter usado as redes sociais para difundir mensagens que incitam a violência, associando o uso da munição ao combate à esquerda e ao Movimento dos Trabalhadores Rurais Sem Terra (MST), levando o perfil oficial do partido a alertar que não compactuava com qualquer insinuação ou apologia à violência, de qualquer tipo, contra quem quer que seja. Salles recebeu 36.603 votos, não conseguido se eleger ao cargo.

## Ministro do Meio Ambiente (2019–2021)
Em 9 de dezembro de 2018, Ricardo Salles foi anunciado Ministro do Meio Ambiente do governo Jair Bolsonaro. Para ambientalistas em geral, o ministro não era uma pessoa adequada para sua função, mas se alinhava com o programa de governo de Jair Bolsonaro,Ver nota:  que agiu extinguindo ou enxugando órgãos e conselhos reguladores e fiscalizadores e retirando uma série de atribuições do Ministério do Meio Ambiente, segundo o ministro, em nome de mais eficiência. Entre os críticos do projeto de governo que vem sendo implantado e de promessas já feitas para a área do ambiente se incluem ex-ministros do Meio Ambiente como Marina Silva e Izabella Teixeira, Alessandro Molon, presidente da Frente Parlamentar Ambientalista, lideranças indígenas, e representantes de destacadas ONGs e instituições como o Observatório do Clima, Instituto Socioambiental, World Wildlife Fund-Brasil, Serviço Florestal Brasileiro, e Greenpeace Brasil.Ver nota 
Sua nomeação repercutiu negativamente também no exterior, mas foi festejada pelos representantes do agronegócio, e em mais uma manifestação polêmica, Bolsonaro disse: "Quando vi entidades do setor [ambiental] criticando a indicação de Ricardo Salles, vi que acertamos na decisão".
Segundo Vanessa Barbosa, em matéria para a revista Exame, "durante a gestão da pasta verde no governo estadual, Salles foi constantemente criticado por pesquisadores e ambientalistas por tomar decisões sem levar em consideração aspectos técnico-científicos". Foi diretor da Sociedade Rural Brasileira e desde muitos anos é comprometido com o agronegócio, setor que exerce vasta influência política e tem sido responsável por grandes retrocessos nas políticas ambientais nos últimos anos, segundo ambientalistas. Salles diz acreditar no aquecimento global, mas se diz incerto sobre a influência humana no mesmo, que é reconhecida pelo consenso dos climatologistas. Adiantou que o Brasil não se comprometerá com novas metas climáticas, extinguiu a Secretaria de Mudanças do Clima e Floresta, transferindo a agenda climática para uma assessoria especial com menor estrutura, disse que há demarcação "excessiva" de terras indígenas e Unidades de Conservação, defendeu a agricultura comercial nas terras indígenas. em entrevista defendeu o fim dos alegados "boicotes" à instalação de atividades econômicas em áreas protegidas e declarou que pretende rever os critérios de conservação a fim de permitir alguns tipos de atividade, "como a passagem de linhas de trem e a instalação de linhas de transmissão onde hoje é proibido", e prometeu acabar com a "festa" de multas ambientais aplicadas pelo Ibama. O ministro indicou para a presidência do Ibama Eduardo Fortunato Bim, que já se manifestou a favor da revisão completa das regras de regulação ambiental, qualificando-as de precárias e artesanais, e pretende autorizar os produtores rurais a emitirem seu próprio licenciamento. Suely Araújo, que ocupava o cargo, declarou que Salles e Bolsonaro demonstram "completo desconhecimento" da magnitude do órgão e das suas atribuições.
Segundo o Observatório do Clima, em várias oportunidades o ministro divulgou dados falsos ou enganosos para justificar suas posições. Em uma das matérias que dedicou ao assunto, o Observatório afirmou: "Nas suas primeiras duas semanas no cargo, Salles deu uma série de declarações do tipo que se esperaria ouvir de alguns membros da Frente Parlamentar da Agropecuária (que homologou sua indicação), mas que nunca antes na história deste país saíram da boca de um ministro do Meio Ambiente. Algumas delas refletem desconhecimento da pasta, outras pouca informação sobre a realidade ambiental brasileira – e outras, ainda, estão simplesmente erradas". Em matéria publicada pelo Instituto de Estudos Socioeconômicos, Maurício Ângelo, tratando dos problemas ambientais, disse que "o cenário se agrava ainda mais diante dos ataques permanentes – ou desinformação proposital – do ministro do Meio Ambiente, Ricardo Salles, que tem demonstrado sistematicamente que desconhece as regras mínimas de licenciamento". O ministro disse pretender criar um sistema de monitoramento em tempo real do desmatamento no valor de 100 milhões, mas o Instituto Nacional de Pesquisas Espaciais (INPE) divulgou uma nota contestando o ministro e mostrando que esse sistema já existe há muitos anos.
Na visão do Observatório do Clima, Salles foi o promotor do desmonte da governança ambiental durante sua gestão como secretário do Meio Ambiente do Estado de São Paulo, e divulgou nota dizendo que "ao nomeá-lo, Bolsonaro faz exatamente o que prometeu na campanha e o que planejou desde o início: subordinar o Ministério do Meio Ambiente ao Ministério da Agricultura. Se por um lado contorna o desgaste que poderia ter com a extinção formal da pasta, por outro garante que o MMA deixará de ser, pela primeira vez desde sua criação, em 1992, uma estrutura independente na Esplanada. Seu ministro será um ajudante de ordens da ministra da Agricultura". Para Márcio Astrini, coordenador de Políticas Públicas do Greenpeace Brasil, "Jair Bolsonaro já deixou claro que deseja reduzir o Ministério do Meio Ambiente a uma espécie de subsede do Ministério da Agricultura. A escolha do novo ministro segue esta lógica". Para a ex-ministra do Meio Ambiente Marina Silva, "Bolsonaro não fez a política de fundição [com o Ministério da Agricultura], e na prática está fazendo a política de demolição, está demolindo o ministério. O ministro [Ricardo Salles] não assumiu para ser o ministro da proteção, mas para ser o ministro da liquidação do Ministério do Meio Ambiente. [...] E não dá nem para dizer que é uma pessoa bem intencionada, ele faz o jogo, sabe o que está fazendo". Em nota oficial, a Associação dos Pesquisadores Científicos do Estado de São Paulo lamentou a nomeação de Salles e disse que ela "constitui um ataque do futuro governo federal às políticas ambientais no Brasil, uma vez que o gestor já provou ser incapaz de entender a importância da ciência para o desenvolvimento nacional e demonstrou ter ligações estreitas com representantes de setores que não têm qualquer compromisso com a educação ambiental, a bioecologia e a conservação da natureza".
Foi muito criticado por minimizar a importância do ambientalista Chico Mendes - em entrevista, criticou o ambientalista por, em sua visão, ter usado seringueiros para "promover seus próprios interesses". Segundo Claudio Angelo, em matéria para a Revista Época, sua fala "incendiou as redes sociais". Depois defendeu-se alegando que a polêmica era causada por "esquerdopatas". Após a política ambiental de Bolsonaro e ele próprio serem duramente criticados em matéria publicada pela agência alemã Deutsche Welle, Salles considerou a crítica muito exagerada e defendeu-se comparando a descrição da agência com a Alemanha nazista, o que desencadeou ampla repercussão e inúmeras reações contra o ministro. Um manifesto popular exigindo sua saída do ministério recolheu mais de 285 mil assinaturas. Em maio de 2019 todos os antigos ministros do Meio Ambiente ainda vivos se reuniram para publicar um manifesto supra-partidário onde acusaram Salles e Bolsonaro de promoverem ativa e deliberadamente um programa sistemático de anulação de todas as conquistas ambientais das últimas décadas, o que inclui o desmantelamento de instituições de importância central como o Ibama e o ICMBio.
Em junho de 2020, ex-ministros do Meio Ambiente assinaram uma carta criticando a atuação Ricardo Salles. Essa iniciativa pode colocar o cargo do ministro em risco, segundo análise feita no Jornal da USP, pelo professor Pedro Luiz Côrtes, da Escola de Comunicações e Artes (ECA) e do Programa de Pós-Graduação em Ciência Ambiental do Instituto de Energia e Ambiente (IEE) da Universidade de São Paulo (USP). Afirmando que o Brasil passa por "inédito momento histórico de aviltamento e ameaça à democracia (…) de parte do próprio Poder Executivo por ela constituído." Os que assinaram o documento são: Carlos Minc, Edson Duarte, Gustavo Krause, Izabella Teixeira, José Carlos Carvalho, José Goldemberg, Marina Silva, Rubens Ricupero e Sarney Filho.

### Pedidos de afastamento por improbidade administrativa
Em 15 de janeiro de 2019, foi ajuizada, na  10ª Vara Cível Federal de São Paulo, uma ação popular contra Ricardo Salles e a União Federal, postulando, em caráter liminar, a suspensão da nomeação de Salles para o exercício do cargo de Ministro do Meio Ambiente ou de qualquer outro cargo da Administração Pública Federal, em razão da falta de condições jurídicas para assumir o posto, dado que fora condenado, em primeira instância, por improbidade administrativa, além de também responder a uma ação civil pública ambiental, ainda pendente. Todavia, o juiz negou a liminar, considerando que a aplicação da Lei da Ficha Limpa exigiria o trânsito em julgado ou, pelo menos, a condenação por órgão judiciário colegiado"". Segundo o magistrado, “gostando ou não da escolha, parece que ainda foi feita dentro do espaço de discricionariedade política próprio do cargo de Presidente da República, não se revelando justificável, pelo menos em princípio, a intervenção judicial”.
Em 24 de janeiro do mesmo ano, o Ministério Público do Estado de São Paulo, em apelação enviada ao Tribunal de Justiça de São Paulo, solicitou a imediata perda da função pública de Ricardo Salles, considerando as “gravíssimas consequências” ambientais dos atos que levaram à condenação do ministro, em primeira instância.
Em julho de 2020 o Ministério Público Federal (MPF) pediu afastamento de Ricardo do cargo de ministro do Meio Ambiente por improbidade administrativa, por considerá-lo responsável direto pelo desmonte do sistema de proteção ambiental do país, que causou aumento do desmatamento, das queimadas, dos garimpos ilegais e da grilagem de terras. Posteriormente, Salles afirmou que o pedido de afastamento era uma tentativa de interferir em politicas públicas.
Ainda em janeiro de 2019, uma outra ação popular, ajuizada na  6ª Vara Cível Federal de São Paulo, requereu à Justiça Federal a decretação de nulidade da nomeação de Ricardo Salles para o cargo de Ministro do Meio Ambiente. No seu despacho, a juíza Ana Lúcia Petri Betto lembrou o precedente firmado pelo  Supremo Tribunal Federal, nos autos da Reclamação Constitucional 29.508/DF ("Caso Cristiane Brasil"), e decidiu  remeter os autos ao Supremo Tribunal Federal, em 22 de janeiro.

### Recebimento do prêmio "Exterminador do Futuro"
Em 9 de outubro de 2019, o ministro foi alvo de um protesto na Comissão de Meio Ambiente e Desenvolvimento Sustentável da Câmara dos Deputados. Ricardo Salles havia sido convocado por parlamentares para dar explicações sobre a falta de ação do governo federal perante ao vazamento de óleo no litoral nordestino brasileiro. A estatueta produzida pelo artista reconhecido internacionalmente por seus trabalhos de artes visuais e plásticas, Mundano, se consistia em um boneco do personagem "Terminator", interpretado por Arnold Schwarzenegger na série de filmes Exterminador do Futuro, com adaptações que fizessem referência ao ministro Ricardo Salles, juntamente com uma base que simulava um tronco de madeira cortado e uma placa que dizia "Prêmio Exterminador do Futuro Ministro Ricardo Salles". A entrega do prêmio foi realizada pelo estudante e ativista socioambiental Ian Coêlho de 17 anos. O ativista ao entregar o prêmio proferiu:
"[sic] Ministro, eu queria fazer uma entrega pra você, ministro, esse prêmio aqui. É o prêmio do Exterminador do Futuro, pro ministro Salles. É um prêmio que o ministro tanto merece, ele se esforçou muito pra conseguir"
Em nota ao Greenpeace Brasil, Ian conta que foi um dos primeiros mobilizadores do Fridays for Future (adaptado no Brasil para Jovens pelo Clima ou Greve pelo Clima), movimento iniciado após as mobilizações da ativista sueca Greta Thunberg, na capital federal.

### Acusações sem provas ao Greenpeace e vídeo falso
Em 23 de outubro de 2019, ativistas da organização realizaram um protesto pacífico em frente ao Palácio do Planalto, simulando um derramamento de óleo, em crítica ao governo sobre a falta de ações em resposta ao desastre ambiental no Nordeste. No mesmo dia, Ricardo Salles compartilhou em redes sociais um vídeo adulterado que dava a entender que a organização de preservação ambiental Greenpeace não estava ajudando na limpeza das praias afetadas pelo vazamento de óleo no Nordeste do Brasil, o que não era verdade. Também os chamou, sem apresentar provas, de "ecoterroristas", dizendo que o protesto realizado em Brasília fora um ataque ao patrimônio público. Em resposta, o Greenpeace afirmou que o ministro “mente e espalha falácias sobre a atuação de ONGs”, mostrando fotos da atuação de seus voluntários na limpeza.
Dois dias depois, Salles insinuou, novamente sem mostrar provas, em postagem na rede social Twitter, que o Greenpeace seria a responsável pelo vazamento. Além disso, publicou uma foto de um navio registrada em 2016, dando a entender que ela seria atual. O Greenpeace respondeu ao ministro:
"Enquanto o presidente Bolsonaro viaja para o exterior e o ministro Ricardo Salles tenta desviar a atenção do problema, voluntários se mobilizam para limpar as praias do Nordeste atingidas pelo óleo. Voluntários do Greenpeace ajudaram em trabalhos de combate ao óleo, visitaram e documentaram locais atingidos, conversaram com pessoas impactadas, e realizaram atividades em quatro cidades neste fim de semana"
(…)
"Esse já é o maior desastre ambiental de vazamento de petróleo do país em extensão e o governo pouco fez para combater e mitigar os impactos. O governo e o Ministro devem focar em resolver o problema com eficiência em vez de jogar a responsabilidade para a população."— Ricardo Baitelo, coordenador da campanha de Clima e Energia do Greenpeace

### Reunião ministerial e a declaração de "passar a boiada"
Após a saída de Sergio Moro do governo de Bolsonaro, Moro disse que havia provas sobre a uma suposta interferência de Bolsonaro na Polícia Federal. Após a saída de Moro, o mesmo acionou o Supremo Tribunal Federal dizendo que em uma reunião ministerial ficaria claro uma possível interferência do presidente na superintendência da polícia. O ministro do Supremo, Celso de Mello optou por liberar o vídeo da reunião ministerial para o público, enquanto a suposta interferência de Bolsonaro seguia sendo investigada.
Na reunião, Ricardo Salles fez uma declaração considerada polêmica:
| “ | "Nós temos a possibilidade neste momento, que a atenção da imprensa está voltada quase que exclusivamente para covid-19... A oportunidade que nós temos, que a imprensa está nos dando um pouco de alívio nos outros temas, é passar as reformas infralegais de desregulamentação, simplificação, todas as reformas que o mundo inteiro cobrou" [...] passar qualquer mudança infralegal em termos de instrução normativa e portaria", porque tudo que a pasta faz "é pau no Judiciário no dia seguinte. Então para isso precisa ter um esforço nosso aqui enquanto estamos nesse momento de tranquilidade no aspecto de cobertura de imprensa, porque só fala de covid-19, e ir passando a boiada e mudando todo o regramento e simplificando normas. De Iphan, de Ministério da Agricultura, de Ministério do Meio Ambiente, de ministério disso, de ministério daquilo. Agora é hora de unir esforços [...]. É de regulatório que nós precisamos, em todos os aspectos." | ” |

Posteriormente a divulgação do vídeo, a fala foi duramente criticada por vários setores da sociedade. O Greenpeace, disse que o ministro deveria "sair imediatamente do cargo". A ativista sueca Greta Thunberg, também criticou a fala e disse "imagine as coisas que foram ditas longe da câmera". A fundação SOS Mata Atlântica, também criticou a fala do ministro. A organização não governamental, Observatório do Clima, pediu a saída de Salles da pasta. A ex-presidente do Instituto do Patrimônio Histórico e Artístico Nacional (IPHAN), criticou a fala de Salles e disse que Bolsonaro interferiu no órgão por interesse de Luciano Hang e Flávio Bolsonaro.

### Notícia-crime e pedido de investigação da PGR
Em 14 de abril de 2021, Alexandre Saraiva, superintendente da Polícia Federal no Amazonas, enviou ao Supremo Tribunal Federal (STF) uma notícia-crime contra Ricardo Salles, e o senador Telmário Mota, do PROS. De acordo com o documento, Salles pode ter cometido os crimes de advocacia administrativa, organização criminosa e obstar ou dificultar a ação fiscalizadora do Poder Público no trato de questões ambientais. Tanto Salles quanto Mota defenderam, em diversas ocasiões, madeireiros que tiveram mais de duzentos mil m³ de madeira avaliados em 130 milhões de reais, retiradas de áreas de grilagem apreendidos pela Polícia Federal no âmbito da operação Handroanthus GLO, no final de 2020. Conforme o delegado responsável pelo caso, o ministro dificultou a fiscalização ambiental e defendeu, enquanto ministro, interesses privados. Em entrevista, ele afirmou que Salles "promove a defesa de infratores ambientais" e que a relação de parceria entre o Ibama e a Polícia Federal no combate ao desmatamento na Amazônia cessou de existir.
Apenas um dia depois de solicitar a investigação do ministro, Alexandre Saraiva foi exonerado do cargo pelo diretor-geral da Polícia Federal, Paulo Maiurino, nomeado pouco mais de uma semana antes pelo presidente Jair Bolsonaro. A demissão só foi comunicada ao superintendente depois de ele apresentar a notícia-crime, de acordo com ele. Com efeito, Saraiva era alvo de madeireiros há, pelo menos, um ano, como mostraram mensagens apreendidas pela operação Arquímedes.
A ministra Cármen Lúcia foi sorteada relatora do caso no STF, em 16 de abril, podendo determinar o início de uma investigação contra Salles, o arquivamento do pedido da Polícia Federal ou remeter a decisão ao plenário da casa. Em 27 de abril, a juíza determinou que a Procuradoria-Geral da República, o órgão responsável por pedir investigação de pessoas com prerrogativa de foro, se manifestasse sobre o caso, uma vez que enxergou "gravidade incontestável" nas duas notícias-crime. No início de maio, a PGR pediu esclarecimentos a Salles sobre a acusação.
A resposta do ministro, porém, foi considerada insuficiente. Por isso, em 31 de maio de 2021, a Procuradoria-Geral da República pediu a investigação de Ricardo Salles pelos supostos crimes de advocacia administrativa, dificultar a fiscalização ambiental e embaraçar a investigação de infração que envolva organização criminosa. O pedido foi enviado à ministra do Supremo Tribunal Federal Carmen Lúcia.

#### Pedidos de afastamento
No dia 15 de abril, o subprocurador do Ministério Público junto ao Tribunal de Contas da União (TCU), Lucas Rocha Furtado, pediu à corte o afastamento de Salles após a apresentação da denúncia pela Polícia Federal. No documento, Furtado solicita o afastamento cautelar do ministro alegando que se deve preservar a integridade do interesse público subjacente, e, para isso, devem ser cessadas, imediatamente, as ameaças que a continuidade dos possíveis atos por parte do ministro representam à operação Handroanthus GLO.
Quatro dias depois, o subprocurador voltou a representar junto ao TCU pelo afastamento do ministro por causa do aumento do desmatamento na Amazônia. Conforme o subprocurador, há omissão e descaso do Governo Federal na realização de políticas de proteção ambiental e indícios de irregularidades na gestão ambiental. O pedido também é de afastamento cautelar de Salles, até que o mérito das acusações contra o ministro seja analisado.
No mesmo dia, o senador Fabiano Contarato, da Rede Sustentabilidade, apresentou petição ao STF pelo afastamento imediato de Salles, baseando-se na denúncia de Alexandre Saraiva sobre o envolvimento do ministro na operação Handroanthus GLO.

### Pedido de investigação por improbidade administrativa
Em 3 de maio, de 2021, o Ministério Público de Contas fez uma representação para a direção do Tribunal de Contas da União (TCU) pedindo a investigação de Ricardo Salles pelo crime de improbidade administrativa. No documento, o procurador Lucas Furtado reuniu todas as irregularidades do Ministério do Meio Ambiente ao longo da gestão de Salles que encaminhara anteriormente para investigação anterior do TCU.

### Investigação da Polícia Federal
Em 19 de maio, o ministro do Supremo Tribunal Federal Alexandre de Moraes determinou a quebra dos sigilos fiscal e bancário de Ricardo Salles, o afastamento do presidente do IBAMA, Eduardo Bim, e mais nove agentes públicos que ocupam cargos estratégicos na estatal. Eles são alvos de uma operação da Polícia Federal que investiga a exportação de madeira ilegal apreendida em abril de 2021 para os Estados Unidos e a Europa.  Foram mandados de busca e apreensão e afastados dez servidores do IBAMA e do Ministério do Meio Ambiente. Salles ainda teve seu telefone celular, tablet e outros aparelhos eletrônicos apreendidos pela polícia.
Conforme a investigação, Salles agiu para favorecer empresas madeireiras com sede no Pará para suspender uma normativa do IBAMA que exigia autorização para exportação de madeira nativa. O ministro e o presidente do IBAMA, de acordo com a Polícia Federal, ignoraram recomendações técnicas contrárias ao fim da normativa e legalizaram retroativamente milhares de cargas enviadas ao exterior sem autorização para comercialização.
A situação que se apresenta é de grave esquema criminoso de caráter transnacional. Essa empreitada criminosa não apenas realiza o patrocínio do interesse privado de madeireiros e exportadores em prejuízo do interesse público, mas também tem criado sérios obstáculos à ação fiscalizatória do Poder Público no trato das questões ambientais com inegáveis prejuízos a toda a sociedade— Relatório da Polícia Federal https://www.correiobraziliense.com.br/politica/2021/05/4927935-cerco-se-fecha-contra-salles-e-situacao-esta--cada-vez-mais-insustentavel.html
Ricardo Salles teve os sigilos bancário e fiscal quebrados por autorização do ministro Moraes, uma vez que o Conselho de Controle de Atividades Financeiras (COAF) apontou operações suspeitas em suas contas. Um dos relatórios do COAF demonstrou haver "movimentação extremamente atípica" de mais de quatorze milhões de reais no escritório de advocacia do qual o ministro é sócio junto a sua mãe, entre janeiro de 2012 e junho de 2020.
O ministro negou o envolvimento na exploração de madeira. Um dia após a operação, o presidente Jair Bolsonaro elogiou Salles, qualificando como um "excepcional ministro". O relatório da operação policial, no entanto, apontou haver "fortes indícios" da participação de Salles em atividades ilícitas.

## Deputado Federal (2022-)
Salles se elegeu como deputado federal nas eleições de 2022 pelo PL com 440.918 votos (2,70%).
No dia 18 de maio de 2023, foi nomeado o relator da CPI do MST.
Em 26 de junho de 2024, Salles publicou texto em rede social celebrando a tentativa de golpe de Estado na Bolívia e elogiando os militares bolivianos participantes da inssurreição.

## Investigações e condenação

### Condenação por fraude ambiental
No início de 2017, o Ministério Público de São Paulo instaurou um inquérito civil para apurar supostas interferências no zoneamento do Plano de Manejo da Área de Proteção Ambiental (APA) da Várzea do Rio Tietê.  De acordo com o MP,  Salles e a Fiesp teriam modificado mapas elaborados pela Universidade de São Paulo, alterado minuta do decreto do plano de manejo e promovido perseguição a funcionários da Fundação Florestal, com o propósito de beneficiar setores empresariais - em especial, empresas da área de mineração, filiadas à Fiesp. De acordo com Salles, essa seria uma polemização da indústria da consultoria de meio ambiente, que se viu atingida quando a atual gestão propôs uma reformulação na realização dos planos de manejo. Antes realizados sob uma "mentalidade ideológica" que impunha "restrição ao desenvolvimento" e tratava o setor produtivo como "persona non grata", passaram a ser feitos com recursos internos da própria Secretaria, estancando gastos que nos últimos três anos totalizaram R$ 18 milhões, em contratos com consultorias que iam de R$ 100 mil a R$ 3,6 milhões.
Como resultado, em 19 de dezembro de 2018, a Justiça de São Paulo condenou Ricardo Salles por improbidade administrativa, à perda dos direitos políticos por três anos e a um pagamento de multa, afirmando que além da violação de normas legais e regulamentares, tolhendo a participação de outros setores que compunham o sistema ambiental, Salles atendia a interesses econômicos de um grupo restrito em detrimento da defesa do meio ambiente, violando os princípios constitucionais administrativos da legalidade, impessoalidade, moralidade e publicidade. Salles declarou que  recorreria da decisão.  Segundo Maurício Fernandes, do blog DireitoAmbeintal, alguns fatos trouxeram questionamentos sobre a motivação ideológica da condenação, como ela ter sido emitida logo antes do recesso do judiciário e da nomeação de Salles como Ministro do Meio Ambiente, além de uma suposta ideologia marxista na sentença condenatória.

### Investigação de atividade ilícita na Junta Comercial de São Paulo
Desde setembro de 2018, Salles é investigado pelo Ministério Público Estadual por intermediar processos administrativos e outras atividades supostamente ilícitas na Junta Comercial de São Paulo. Segundo a Ministério Público: "nota-se a presença de outros inquéritos instaurados para apurar as práticas criminosas envolvendo a empresa BNE Administração de Imóveis S/A que contratou o advogado Ricardo de Aquino Salles, ex-Secretário do Meio Ambiente da atual gestão executiva, para atuar junto a Jucesp, facilitando os procedimentos internos em benefício da empresa supracitada." Em sua defesa, o ex-secretário afirmou que o autor das denúncias, Eduardo Bottura, seria um "litigante profissional", com o hábito de ajuizar ações temerárias contra aqueles que tomam decisões que o contrariam.

### Acusação de improbidade administrativa
Segundo denúncia, em julho de 2017, Salles teria autorizado um processo administrativo para a manifestação de interesse da Sociedade de Propósito Específico (SPE) Vila Mariana JT Empreendimento Imobiliário, na aquisição de um prédio do Instituto Geológico, que faz parte da Secretaria Estadual do Meio Ambiente. A empresa teria como sócio, um amigo seu, Marco Fabio Turazzi Forte. A SPE pagaria mensalmente R$ 120 000 ao governo durante cinco anos, e mais R$ 5 milhões em 36 parcelas. Para a concretização da venda, Salles concordou em alienar o imóvel. No entanto, um parecer da consultoria jurídica não foi favorável ao negócio, por inviabilidade econômica. A negociação não seguiu, Salles demitiu-se do governo no mês seguinte, e o processo foi arquivado em agosto de 2018. Com a sua saída do cargo, o suposto ato de improbidade administrativa seria anulado. Assim, a ação foi arquivada pela Promotoria de Patrimônio Público e Social, que julgou que "se não havia informações no sentido de existência de efetivo prejuízo da administração, não havia sido ultrapassada a fase de meros atos preparatórios de eventual ato de improbidade administrativa que deixaram de ocorrer em face da pronta atuação da Promotoria de Justiça".

### Investigação de enriquecimento ilícito
O Ministério Público do Estado de São Paulo investiga Ricardo Salles em ação que trata de suposto enriquecimento ilícito durante os anos de 2012 a 2018. Em 2012, Salles declarou possuir R$ 1,4 milhão. Em 2018, quando já estava filiado ao partido Novo, fez uma nova declaração à Justiça no valor de 8,8 milhões de reais, aumentando, assim, o seu patrimônio em 335% durante 5 anos. A suspeita levantada pelo promotor do caso é de que ele tenha recebido recursos para fraudar o plano de manejo de área de proteção ambiental quando foi secretário em São Paulo.

### Investigação por tráfico de influência
Em inquérito do Ministério Público do Estado de São Paulo, Ricardo Salles é investigado por fazer pressão em policiais, delegados, juízes e usar relações pessoais e cargo político para tentar direcionar inquéritos e processos, segundo o MP, o atual ministro também tentou influenciar investigações na Corregedoria da Polícia Civil de São Paulo e comandou um esquema que falsificou documentos em processos judiciais por conta dos interesses de uma construtora. Existem pelo menos 14 situações, entre os anos de 2014 e 2016, onde Salles é suspeito de incorrer no que pode ser considerado tráfico de influência, advocacia administrativa ou exploração de prestígio. Salles afirmou que trata-se de uma acusação mentirosa e sem qualquer fundamento.

### Denúncia por exportação de madeira ilegal
Em agosto de 2023, a denúncia oferecida pelo Ministério Público Federal contra Ricardo Salles pela suposta prática de exportação de madeira ilegal foi aceita pela 4ª Vara Federal Criminal do Pará. Além de Salles, também o ex-presidente do Ibama, Eduardo Bim, e outros servidores do instituto são acusados de integrar um esquema de contrabando para os Estados Unidos e para a Europa de madeira extraída ilegalmente na Amazônia, sob a liderança do ex-ministro do Meio Ambiente.

## Histórico eleitoral
| Ano  | Eleição                | Partido | Cargo             | Votos   | %     | Resultado | Ref     |
| ---- | ---------------------- | ------- | ----------------- | ------- | ----- | --------- | ------- |
| 2006 | Estaduais em São Paulo | PFL     | Deputado Federal  | 9.466   | 0,05% | Suplente  | [ 189 ] |
| 2010 | Estaduais em São Paulo | DEM     | Deputado Estadual | 26.552  | 0,15% | Suplente  | [ 190 ] |
| 2018 | Estaduais em São Paulo | NOVO    | Deputado Federal  | 36.603  | 0,17% | Suplente  | [ 191 ] |
| 2022 | Estaduais em São Paulo | PL      | Deputado Federal  | 640.918 | 2,70% | Eleito    | [ 171 ] |